# Lassing (Stiermarken)
Lassing is een gemeente in de Oostenrijkse deelstaat Stiermarken, en maakt deel uit van het district Liezen.
Lassing telt 1820 inwoners.